# آشیکاگا یوشی‌آکیرا
آشیکاگا یوشی‌آکیرا (足利 義詮؛ ۴ ژوئیهٔ ۱۳۳۰ – ۲۸ دسامبر ۱۳۶۷) دومین شوگون از شوگون‌سالاری آشیکاگا بود.